# Poço da Madalena
Poço da Madalena é uma piscina natural localizada no leito do rio Piabas, situada no povoado Igatu, em Andaraí,  Chapada Diamantina, região central do estado brasileiro da Bahia. Integra o Conjunto Arquitetônico, Urbanístico e Paisagístico de Igatu, tombado pelo IPHAN.
Um dos atrativos turísticos do vilarejo histórico, "o local está distante cerca de 15 minutos da praça. É grande o suficiente para uma boa prática de natação".